# 沿岸党

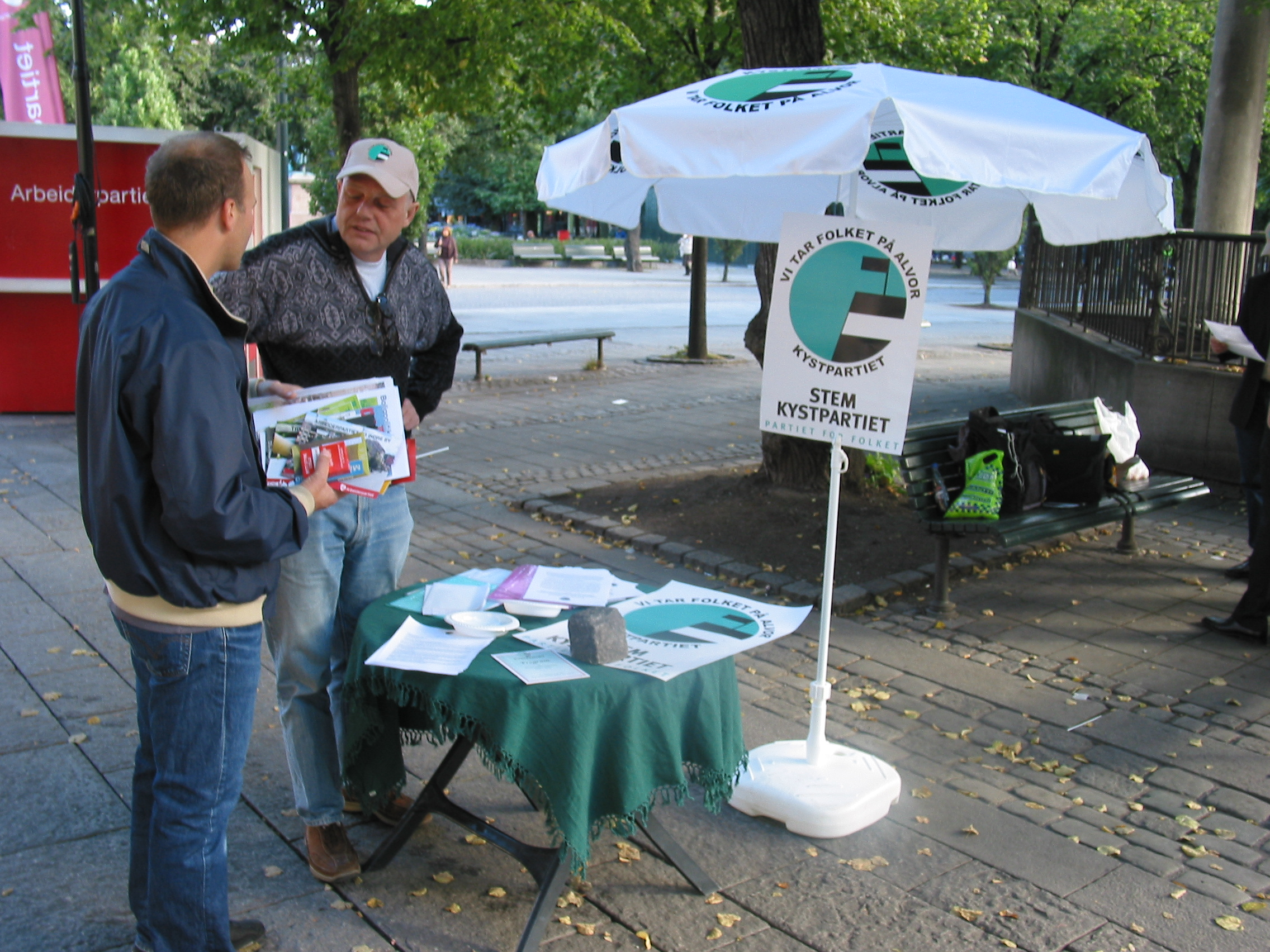
2007年の地方選に際し設置したキャンペーンブース

沿岸党（えんがんとう、ノルウェー語: Kystpartiet）はノルウェーの中道右派政党。釣りや沿岸部の問題の解決、捕鯨容認を党是に掲げ、欧州連合の加盟には強く反対している。2001年から2005年までノルウェー議会（ストーティング）に議員が存在した。現在県議会に3名、市町村議会には45名の党所属議員を擁する。

## 歴史
公式には1999年の結党であるが、1997年の議会選挙に超党派沿岸及び田園地域党の名で1議席を獲得した。2005年の議会選挙で初めて国内19県の全てに候補を立てたものの、無事当選を果たしたのは2名のみ。同年3月13日、元キリスト教民主党員のロイ･ワーゲが新党首に就任。

## 党是
「文化的には中道保守政党」としており、「安全・安心」をモットーにキリスト教的価値や環境主義、混合経済を重視する。また、欧州連合や欧州経済領域に批判的であるほか、移民制限の厳格化や家族、地域共同体及び国家の擁護を掲げている。

## 選挙結果
地域政党としての色合いが強いため、国政選挙で議席獲得の基準となる4%の得票率に届いたことが1度も無い。しかし、1997年と2001年の両選挙においてヌールラン県選挙区から1名が当選を果たす。2005年の議会選挙では総得票数の59%がフィンマルク、トロムス、ヌールランの最北端3県に集中しており、特にトロムス県では8.6％の得票率を得た（カールソイ及びシェルヴォイの2自治体で全国最高の得票率を記録）。